# 肩板异孔石鲈
肩板异孔石鲈为笛鲷目石鲈科异孔石鲈属的鱼类，分布于南美洲西部沿岸海域的浅水区。

## 分布
肩板异孔石鲈分布于南美洲堡西部沿岸水域，范围北至厄瓜多尔的曼塔，南至智利的安托法加斯塔，在加拉帕戈斯群岛和马尔佩洛岛亦有分布。

## 生态
肩板异孔石鲈成群生活于珊瑚礁、岩礁或是其他硬质海床上方洋流强劲处，以浮游动物和海水中的有机物杂质为食，最深不超过35米。

## 种群现状
肩板异孔石鲈在加拉帕戈斯群岛的种群是游钓鱼，亦有小规模捕捞该鱼的渔业，但均不足以对其种群产生影响，IUCN将其评为无危。